# Autovía del Noroeste

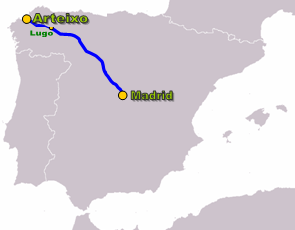
Via rápida do Noroeste A6

A Via rápida do Noroeste (Autovía del Noroeste) ou A-6, conhecida tradicionalmente como Estrada da Corunha, é uma das seis vias rápidas radiais de Espanha. Liga Madrid com a Galiza, passando por Castela e Leão. Trata-se de uma das vias mais importantes do Estado, já que, além de atravessar Castela e Leão, terá uma extensão muito útil se pretender ir às Astúrias como ao norte de Portugal. 
Como via rápida radional, a sua finalização foi a mais tardia das seis, devido, principalmente, as dificuldades ortográficas que apresenta a comarca de El Bierzo e à estrada na Galiza. Os poderes políticos de momento obtiveram estas evidentes dificuldades, precedendo a finalização da via rápida seis anos antes da sua finalização real. Inclusive a quando das violentas derrocadas de pedras na zona localizada entre Villafranca del Bierzo e Becerreá (entre os quilómetros 400 e 440) obrigam a repensar o projecto sériamente, o Ministerio do Fomento continuava a manter o seu traçado.
Na actualidade, esta via rápida supõe de um extraordinário avanço para entrar da Galiza. Entre os quilómetros 44 (Villalba, Madrid) e 111 (Adanero, Ávila) é portajada. 
Só têm áreas de serviço nos últimos quilómetros, e apenas dispõe de áreas de descanso em quase os 600 quilómetros de percurso. O mesmo ocorre como as estações de serviço: são escaças e muito mal repartidas. Existe um troço que supera os 300 quilómetros sem alguma gasolineira.
Conta com três faixas em cada sentido entre Moncloa e Las Rozas (km 24). Também neste troço dispõe de um pavimento com faixas chamadas de "Bus-Vao", para autocarros e veiculos com 2 ou mais passageiros.
Dispõe de quatro faixas em cada sentido entre Las Rozas (km 24, liga com a M-50) e Guadarrama (km 48), este troço foi ampliado recentemente.
Em 29 de Março de 2007 se abiu ao tráfego a última fase da ampliação entre Guadarrama (km 48) e San Rafael (km 60), a dita ampliação consiste num novo pavimento das faixas e túnel reversivel segundo as necessidades do tráfego, existem três faixas no troço San Rafael-Guadarrama no sentido para Madrid.
Com esta ampliação, a A-6 já está iluminada desde Madrid até San Rafael (km 60).
No futuro se prevê ampliar a três faixas em cada sentido entre San Rafael (km 60) e Villacastin (km 80).